# Batalla de Montiel
|  | Per a altres significats, vegeu «Batalla de Montiel (1143)». |

La batalla de Montiel fou un enfrontament bèl·lic emmarcat en la Guerra dels Cent Anys i en els seus conflicte satèl·lit, la Guerra Civil de Castella i la Guerra dels dos Peres, en la qual els exèrcits francocastellans es van amidar amb una aliança proanglesa liderada per Portugal.

## Antecedents
Després del tractat de Torrellas del 1304, que posà fi a la guerra entre les corones de Castella i Catalano-aragonesa, tot reconeixent el domini català sobre la meitat de l'antic regne de Múrcia, les relacions entre ambdós regnes entraren en una llarga etapa de pau fins que Pere I de Castellà la trencà el 1356, iniciant una guerra que fou la més destructora i sanguinària que sofrí la Corona d'Aragó.
El problema inicial venia de l'actitud de Pere I de Castella vers la favorita Maria de Padilla en contra de la reina Blanca de Borbó que posava en risc les aliances amb França i exposant-se a l'excomunicació papal. Aquest fet fa provocar l'aliança entre els seus germans bastards: Enric II de Trastámara, afegint-se els infants Ferran i Joan el 1354.
La primera guerra civil castellana s'inicia quan Enric de Trastàmara es trasllada a França per aconseguir la confiança de Carles V de França, la reina Joana de Borbó i els nobles francesos de la cort reial. Així mateix també va rebre el suport de Pere IV d'Aragó, els nobles de la Corona d'Aragó i altres nobles castellans contraris a Pere I.
Enric va rebre el suport de l'exèrcit militar francès comissionant Bertrand du Guesclin, el seu millor conestable i va envair el territori castellà sent proclamat rei a Calahorra el 1366 i va ocupar en poc temps la totalitat del Regne de Castella. Pere I el Cruel fugí i necessità l'ajuda d'Eduard, el príncep Negre, governador anglès d'Aquitània. Aquest va penetrar a la península amb tropes angleses i va derrotar Enric a la batalla de Nàjera el 1367. Enric però va aconseguir reorganitzar el seu exèrcit i va assetjar Toledo el 1368.

## Batalla
Els dos exèrcits es van trobar de nou a Montiel el 14 de març de 1369, i en la batalla fou derrotat i mort Pere el Cruel.

## Conseqüències
Mentre es negociava la pau al mateix camp de batalla entre els dos germans, es va produir una baralla que acabà amb la mort de Pere el Cruel a mans d'Enric de Trastámara, i així l'aliança francocastellana es va imposar a la segona. La guerra entre els germans es va perpetuar durant més de quinze anys.
Després de l'entronització d'Enric II, Pere el Cerimoniós va intentar fer complir els acords a partir dels quals el Regne de Murcia passaria a formar part de la Corona Aragonesa. Però Enric II no es va veure obligat a complir-los després del canvi d'aliances de Pere a Nàjera.
Els ducs de York i Lancaster casats amb dues filles de Pere I i Maria de Padilla van discutir l'entronització d'Enric de Trastámara. Portugal i Navarra també reclamaven. Fins a la Pau d'Almazán del 1375 no es van solventar les diferències.
Amb el seu regnat, Enric instaurava la dinastia Trastàmara a Castella.